# Myiagra galeata
Monarca-das-molucas ou papa-moscas-das-molucas (Myiagra galeata) é uma espécie de ave da família Monarchidae.
É endémica da Indonésia.
Os seus habitats naturais são: florestas subtropicais ou tropicais húmidas de baixa altitude.